# Adenophora
Adenophora  Fisch., 1823 è un genere di piante angiosperme eudicotiledoni appartenenti alla famiglia delle Campanulaceae (sottofamiglia Campanuloideae), dall'aspetto di erbacee annuali/bienni o perenni dal tipico fiore a forma di campanella.

## Etimologia
Il nome generico (adenophora) deriva dal latino (adenophorus-a-um) e indica una ghiandola nettaria a forma di anello tubuloso (o cuscinetto) che circonda l'ovario alla base dello stilo delle piante di questo genere.

Il nome scientifico del genere è stato proposto dal botanico russo di origine tedesca Friedrich Ernst Ludwig von Fischer (Halberstadt, 20 febbraio 1782 – San Pietroburgo, 17 giugno 1854), direttore dell'orto botanico di San Pietroburgo da 1823 al 1850, nella pubblicazione "Mém. Soc. Imp. Naturalistes Moscou 6: 165. 1823" del 1823.

## Descrizione
Queste piante possono raggiungere una altezza di 10 dm e oltre. La forma biologica in generale (o almeno per la specie spontanea del territorio italiano) è definita come emicriptofita scaposa (H scap); quindi sono delle piante perennanti per mezzo di gemme messe sul terreno; mentre il portamento consiste in un asse fiorale allungato con poche foglie. Queste piante contengono dei succhi lattiginosi.

### Radici
Le radici possono essere a forma di "carota" e in tutti i casi sono ispessite.

### Fusto
La parte aerea del fusto in genere è eretta con sezione cilindrica, semplice o ramificata.

### Foglie
Le foglie lungo il caule hanno una disposizione alterna, raramente sono opposte o 3-6-verticillate. Le forme sono semplici da lanceolate a ovali (più lineari in quelle superiori); i bordi possono essere dentati. Le foglie radicali sono picciolate, mentre quelle superiori sono anche amplessicauli.

### Infiorescenza
Le infiorescenze sono delle ampie pannocchie o racemi con pochi fiori. I fiori sono da piccoli a medi con brevi peduncoli.

### Fiore
I fiori sono tetra-ciclici, ossia sono presenti 4 verticilli: calice – corolla – androceo – gineceo (in questo caso il perianzio è ben distinto tra calice e corolla) e pentameri (ogni verticillo ha 5 elementi). I fiori sono gamopetali, ermafroditi e attinomorfi.
- Formula fiorale: per questa pianta viene indicata la seguente formula fiorale:

K (5), C (5), A (5), G (3), infero, capsula
- Calice: il calice è formato da 5 denti più o meno lineari, interi o dentati.
- Corolla: la corolla campanulata (raramente urceolata) è gamopetala a 5 divisioni con lobi più corti del tubo (la divisione è circa a 1/2 della corolla). Il colore è purpureo o blu (raramente è bianco).
- Androceo: gli stami sono 5 con antere libere (ossia saldate solamente alla base); i filamenti sono dilatati alla base. La lunghezza delle antere è simile ai filamenti o più corte. Il polline è 3-5-porato ed è echinato (con spine).
- Gineceo: lo stilo, molto sporgente e pendulo, è unico con uno stigma trifido con lobi stretti e ricurvi. L'ovario è infero, 3-loculare con placentazione assile (centrale), formato da 3 carpelli (ovario sincarpico). L'ovario è sormontato da un disco tubuloso nettarifero.

### Frutti
Il frutto consiste in una capsula triloculare deiscente con molti semi a forma ellissoide; i pori di deiscenza (la capsula è quindi poricida) sono posti alla base della capsula e si aprono inferiormente ai denti calicini.

## Riproduzione
- Impollinazione: l'impollinazione avviene tramite insetti (impollinazione entomogama).
- Riproduzione: la fecondazione avviene fondamentalmente tramite l'impollinazione dei fiori (vedi sopra).
- Dispersione: i semi cadendo a terra (dopo essere stati trasportati per alcuni metri dal vento per merito del pappo – disseminazione anemocora) sono successivamente dispersi soprattutto da insetti tipo formiche (disseminazione mirmecoria).

## Distribuzione e habitat
La distribuzione di questo genere è soprattutto Eurasiatica, della Siberia e dell'Asia orientale. In particolare India del Sud, Vietnam, una specie in Europa Centrale e un'altra endemica in Crimea. In Cina con 38 specie di cui 23 endemiche si ha la massima concentrazione del genere.

## Tassonomia
La famiglia di appartenenza del genere (Campanulaceae) è relativamente numerosa con 84 generi per oltre 2000 specie (sul territorio italiano si contano una dozzina di generi per un totale di circa 100 specie); comprende erbacee ma anche arbusti, distribuiti in tutto il mondo, ma soprattutto nelle zone temperate. Il genere di questa voce appartiene alla sottofamiglia Campanuloideae (una delle cinque sottofamiglie nella quale è stata suddivisa la famiglia Campanulaceae) comprendente circa 50 generi (Adenophora è uno di questi). Il genere Adenophora a sua volta comprende oltre 60 specie (una sola nella flora italiana).

l numero cromosomico delle specie di Adenophora è: 2n = 34, 36, 68, 72, 102.

Il genere è diviso in due sezioni (non tassonomiche) in riferimento soprattutto alle forme coltivate nei giardini europei. Un primo raggruppamento caratterizza le specie con foglie a portamento alterno e forme varie tipo lineari, strette, ovalo-lanceolate o incavate a cuore. In questa sezione sono comprese specie come Adenophora gmelinii (Biehler) Fisch. , Adenophora himalayana Feer o Adenophora lamarckii Fisch.. Nell'altra sezione si comprendono specie con foglie disposte più o meno in modo verticillato e con forme solamente di tipo ovalo-lanceolato.

### Filogenesi

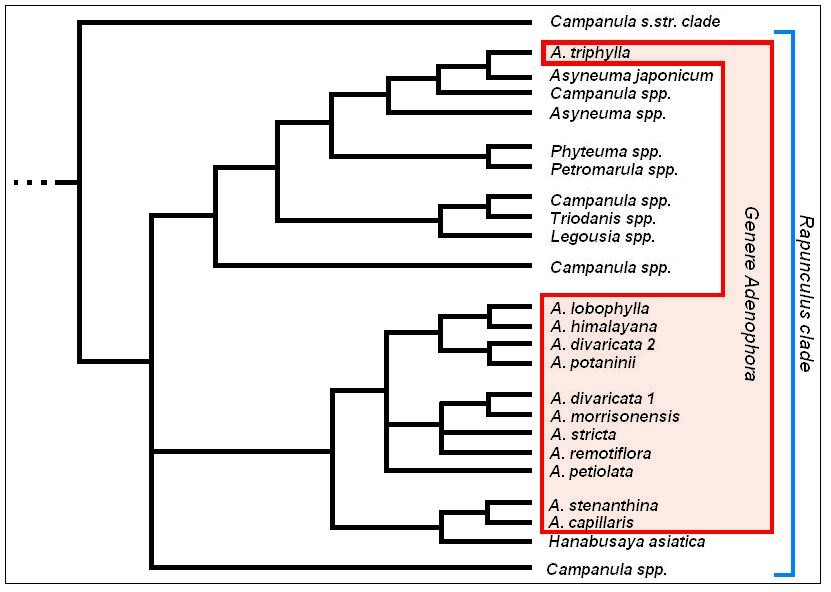
Cladogramma del genere

Attualmente i vari studi molecolari di tipo filogentico indicano il genere Adenophora incluso nel genere Campanula (genere non monofiletico); in particolare è annidato nel "Rapunculus clade".  Probabilmente Adenophora è monofiletico (se si include l'unica specie del genere Hanabusaya, ossia H. asiatica) a parte la specie Adenophora triphylla che cade fuori del gruppo e si trova in posizione di “gruppo fratello” dei generi Phyteuma e Petromarula. Secondo gli Autori della ricerca A. triphylla potrebbe essere stato identificato erroneamente a causa della scarsità del materiale in esame. In effetti il nettario tubolare alla base dello stilo, caratteristico del genere Adenophora, anche se presente in A. triphylla ha però una membrana più sottile. Il cladogramma a lato (tratto dallo studio citato e semplificato) dimostra la attuale struttura del genere (sono indicate solamente alcune specie).

### Specie presenti in Italia e Europa
Sul territorio italiano è presente una sola specie:
- Adenophora liliifolia (L.) DC. - Campanella: in Italia si trova solamente al nord sul bordo meridionale delle Alpi; nel resto dell'Europa è presente nella parte orientale.

In Europa è presente anche un'altra specie (endemica):
- Adenophora taurica (Sukaczev) Juz., 1950 - Si trova in Crimea.

Attualmente (gennaio 2021) per il genere di questa voce sono state classificate 62 specie.

### Generi simili
In generale queste piante si distinguono dalle "campanule"(genere Campanula) in quanto lo stilo sporge notevolmente dalla corolla e alla sua base è presente un disco tubuloso nettarifero.

## Usi

### Cucina
Le radici di queste piante, se giovani, sono valide come alimento. In Giappone viene frequentemente usata la specie Adenophora triphylla (Thunb.) A.DC.. Le sue radici essiccate spesso vengono cotte mescolate alle fave. In alcune località delle Isole Curili si usano anche le foglie della pianta.

### Giardinaggio
In Europa l'interesse prevalente per queste piante è nel giardinaggio a partire dagli anni fra il 1783 e 1820. Sono valide per i giardini di tipo alpino o roccioso in posizioni semi-ombreggiate e terreni relativamente leggeri.

## Alcune specie

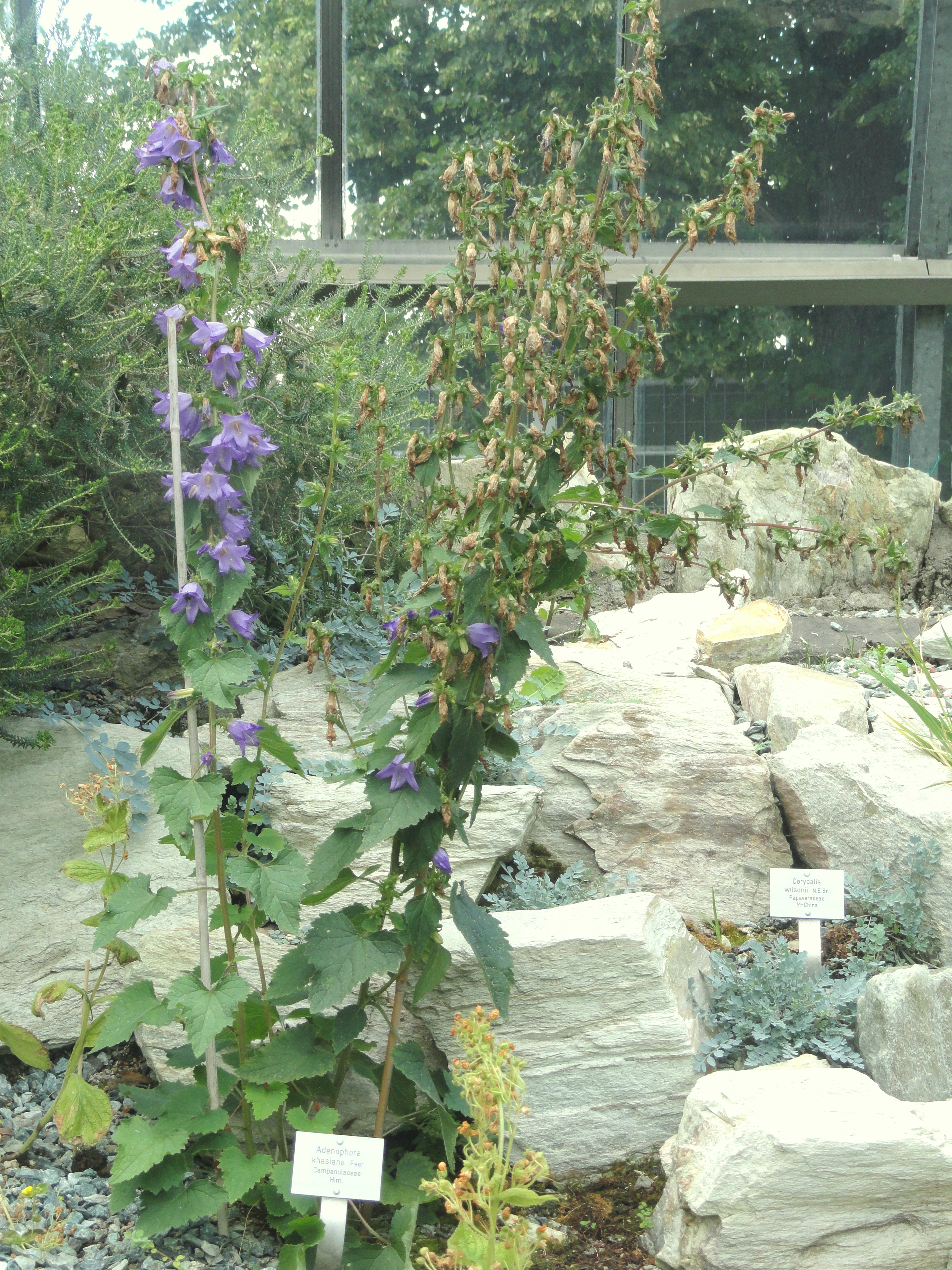
Adenophora khasiana
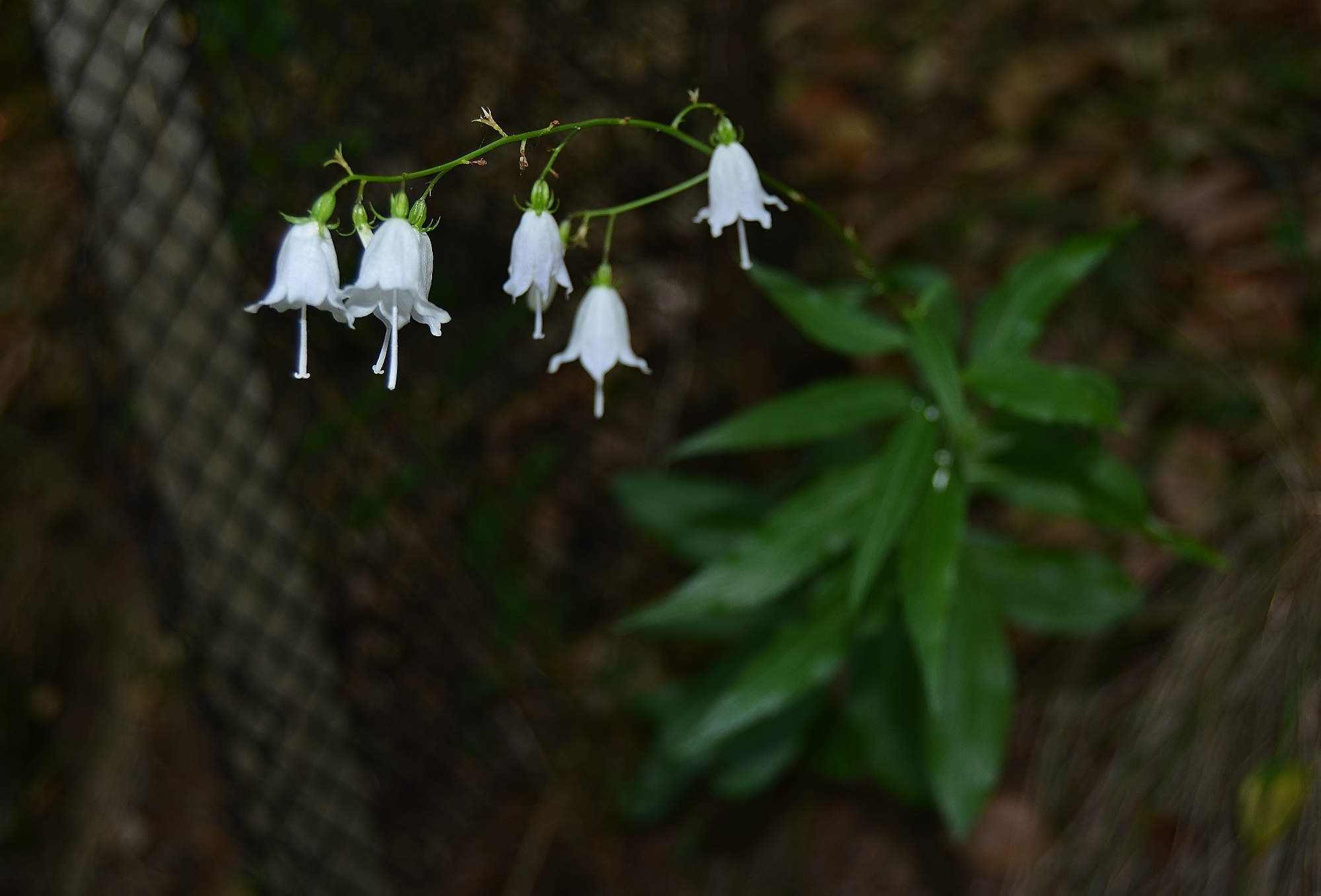
Adenophora liliifolia
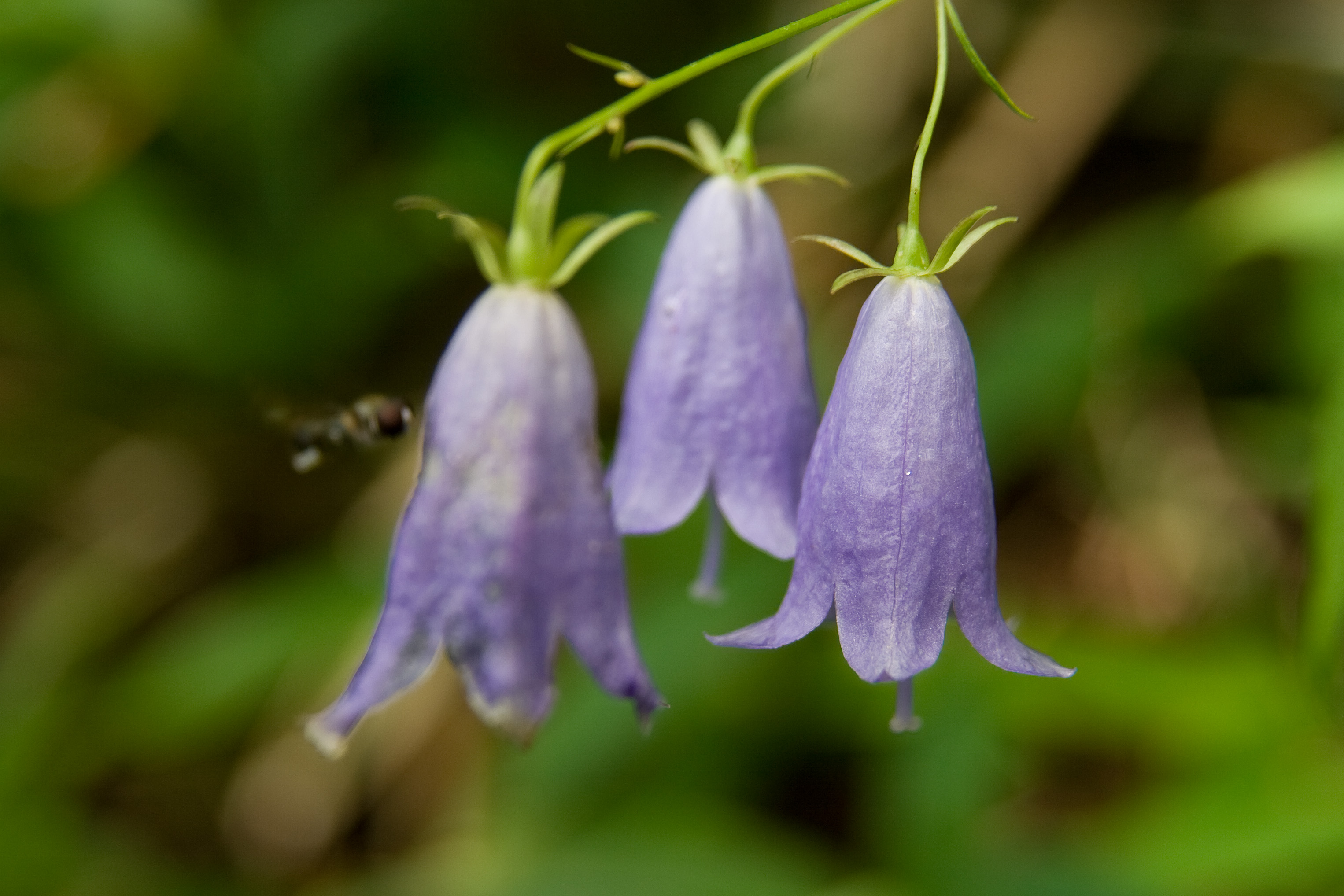
Adenophora nikoensis
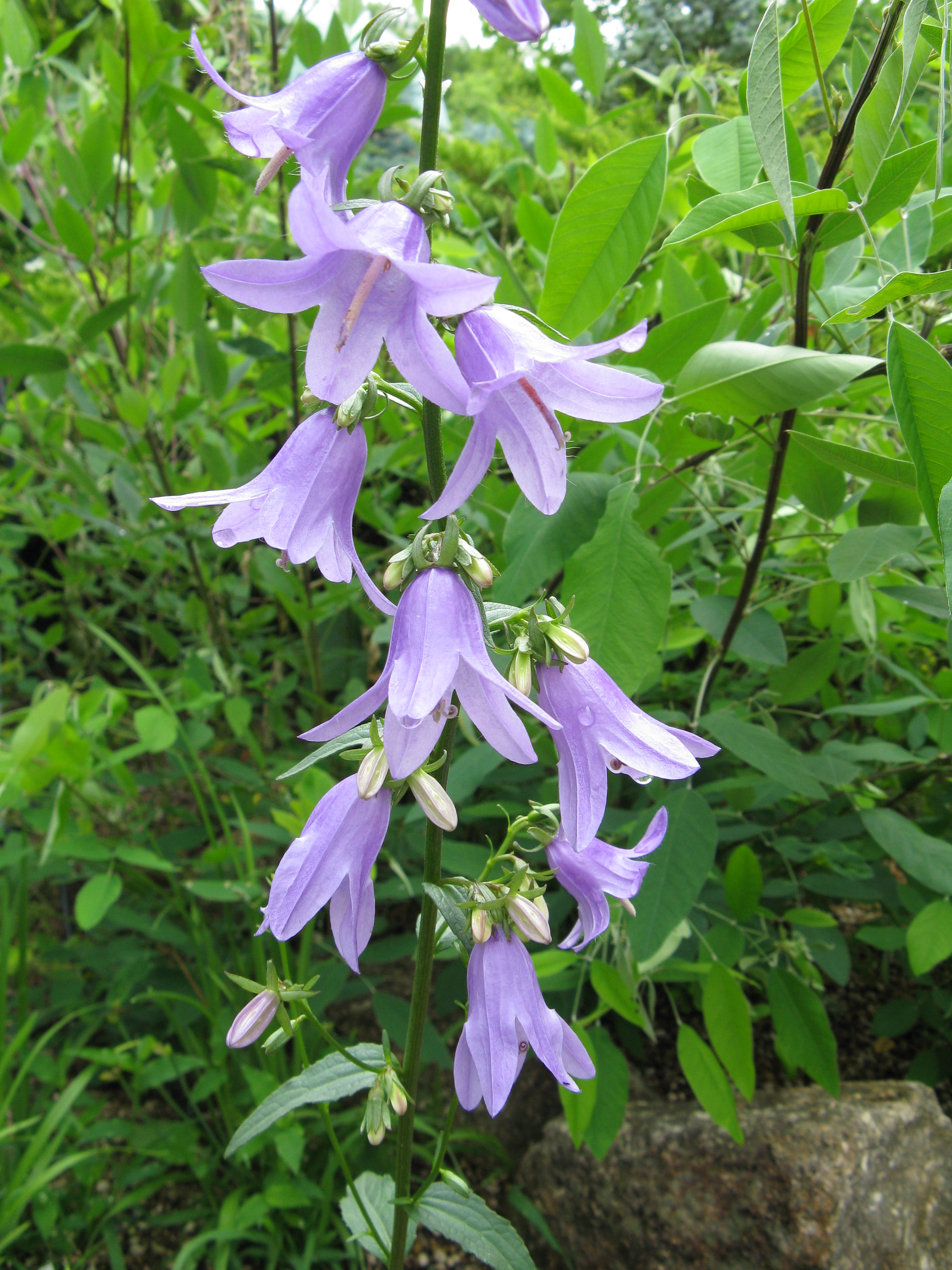
Adenophora pereskiaefolia
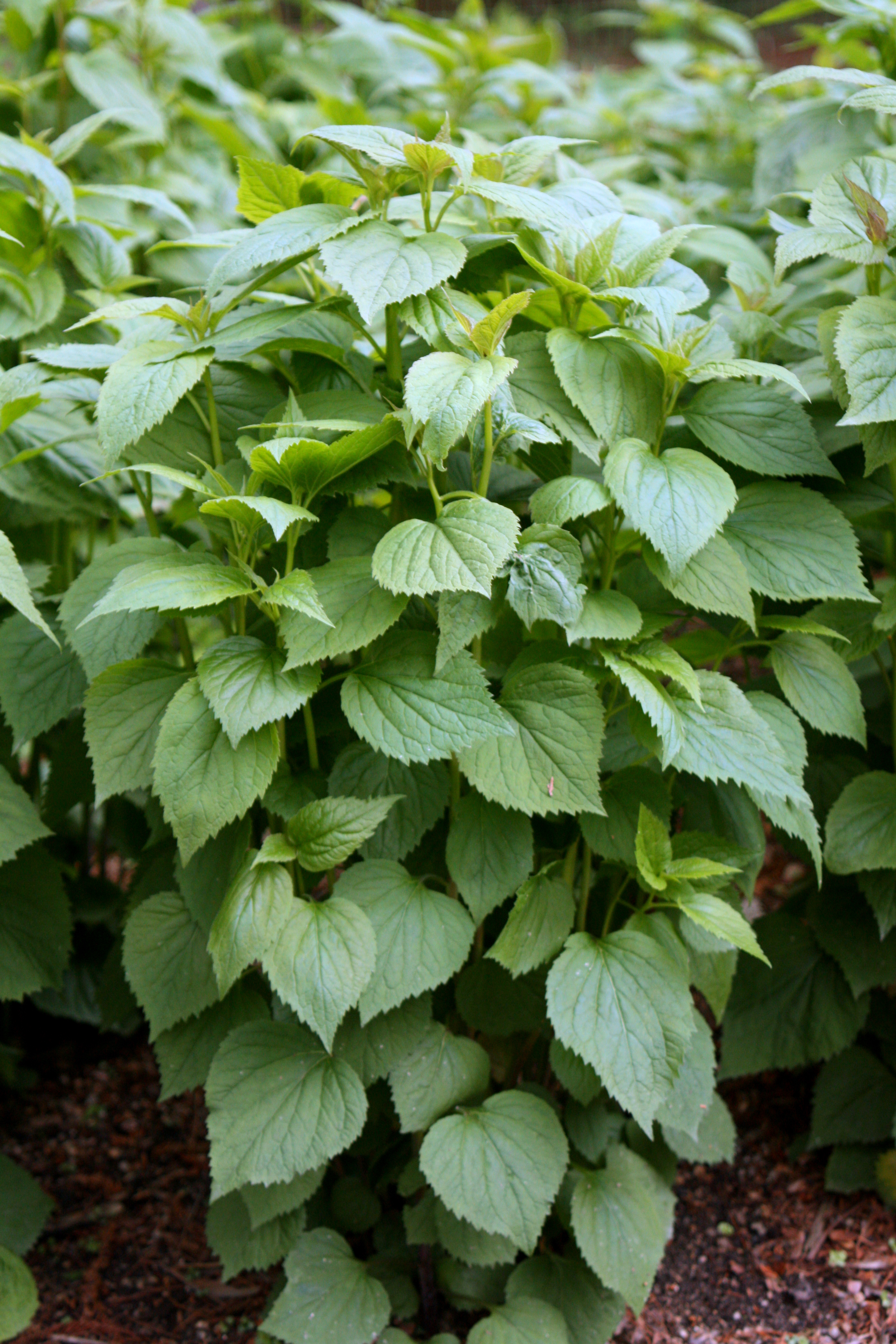
Adenophora remotiflora
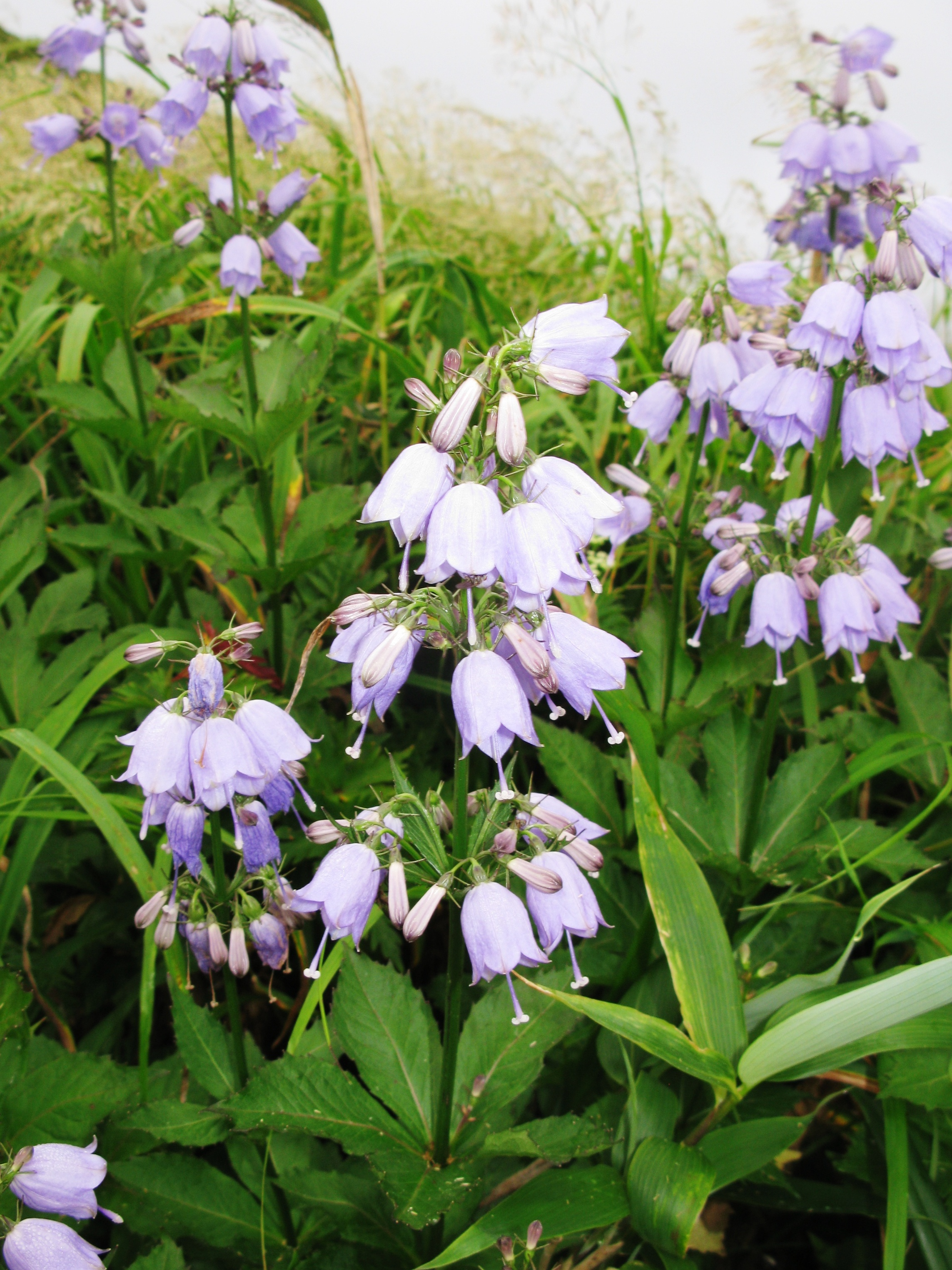
Adenophora triphylla